# Théâtre Marigny
Pour les articles homonymes, voir Marigny.
Le théâtre Marigny est situé carré Marigny, à l'angle de l'avenue des Champs-Élysées et de l'avenue de Marigny, dans le 8e arrondissement de Paris.

## Histoire

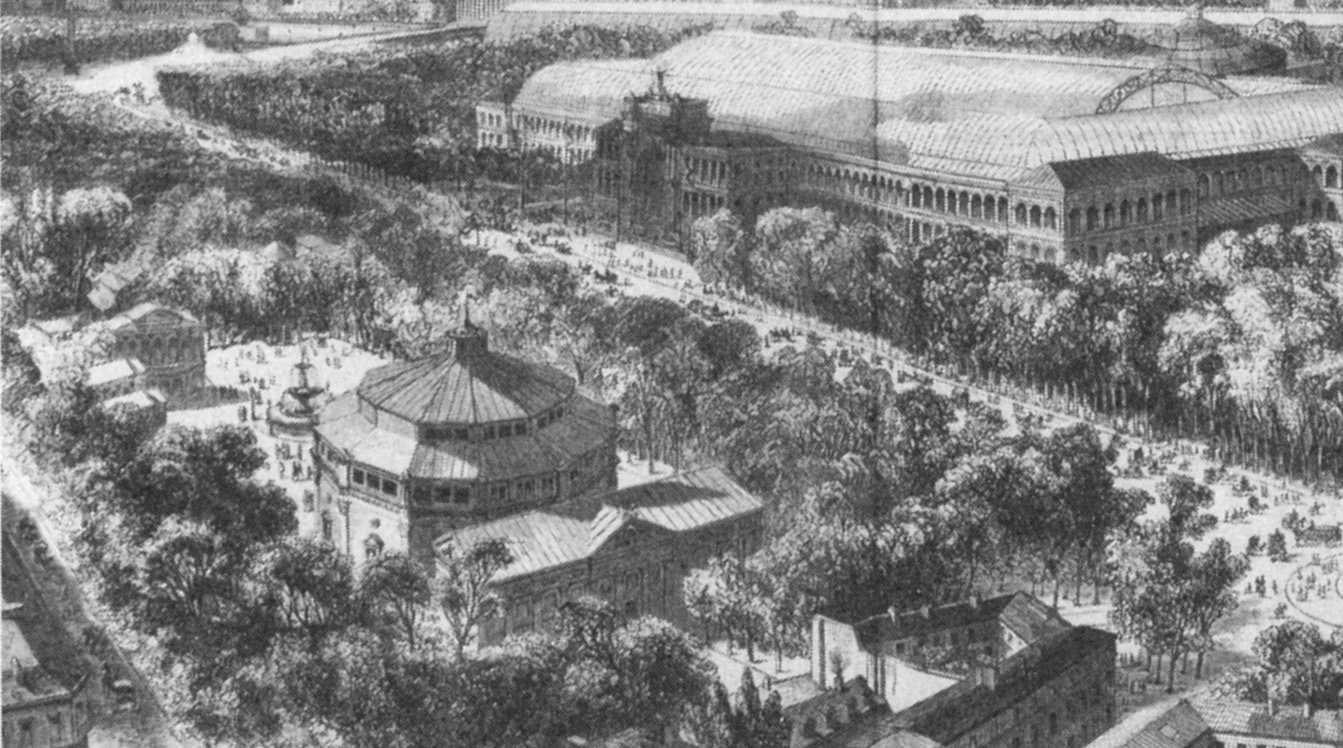
Le carré Marigny en 1855 (avec le cirque de l’Impératrice, le palais de l'Industrie et la salle Lacaze).

En 1835, un physicien-prestidigitateur propose ses attractions au carré Marigny. Après la révolution de 1848, une petite salle, le « Château d'enfer », dirigée par Henri Lacaze et régie par Denizard-Rivail, y présente des spectacles de « physique amusante, fantasmagorie et curiosité ».
Cette modeste attraction devant fermer ses portes, Jacques Offenbach, jugeant l'emplacement idéal dans la perspective de l'exposition universelle de 1855, obtient d'en disposer, y fait quelques travaux, et ouvre le 5 juillet 1855 le théâtre des Bouffes-Parisiens, bientôt rebaptisé Bouffes d'été, la troupe d'Offenbach trouvant refuge durant l'hiver aux Bouffes d'hiver, rue Monsigny (cette salle conservera d'ailleurs le nom de théâtre des Bouffes-Parisiens jusqu'à aujourd'hui).
En 1859, à l'expiration du bail d'Offenbach, la salle devient le théâtre Deburau, du nom de son directeur Charles Deburau, fils du célèbre mime Jean-Gaspard Deburau. Il est dirigé après lui par Céleste Mogador avant de devenir en 1865 les Folies-Marigny, sous la direction du ménage Montrouge.
Le théâtre est démoli en 1881 pour céder la place en 1883 à un panorama construit par Charles Garnier, l'architecte de l'Opéra de Paris. En 1885, on peut y admirer les dioramas Paris à travers les âges en huit tableaux de Theodor Josef Hubert Hoffbauer (1839-1922) et Jérusalem d'Olivier Pichat.
Le Panorama est transformé en théâtre en rotonde en 1894 par l'architecte Édouard Niermans. Dirigé par Abel Deval à partir de 1910, il enchaîne les productions à succès. La salle est encore agrandie et modernisée en 1925 par son nouveau directeur, Léon Volterra, déjà à la tête du théâtre de Paris et de l'Eden.
En 1946, il cède la gestion de la salle à son épouse, Simonne Volterra, qui fait appel à des anciens membres de la Comédie-Française pour constituer une troupe « maison » autour de Jean-Louis Barrault : la compagnie Renaud-Barrault est née. En 1954, Jean-Louis Barrault aménage dans le théâtre une seconde petite salle, le Petit-Marigny.
Propriété de la ville de Paris, le théâtre, alors très délabré, est fermé en 1962. En juillet 1966, dix-neuf candidatures sont évoquées pour sa reprise et sa direction, parmi lesquelles Antoine Bourseiller, Léon Ledoux, Véra Korène, Charles Aznavour, Paquita Claude, Yves Dautun, Paul Maquaire, Jean Rouvet, Loulou Gasté, Robert Baze ou Jacques Doué.
Finalement, de 1966 à 1978, la direction est assurée par la comédienne Elvire Popesco, assistée de Hubert de Malet et Robert Manuel. Jean Bodson leur succède et entreprend d'importants travaux de rénovation, ainsi que la transformation totale de la seconde salle en petit théâtre de 311 places, la salle Gabriel, rebaptisée quelques années plus tard salle Popesco. À sa mort en 1980, il est remplacé par Christiane Porquerel, assistée de Jean-Jacques Bricaire.
La concession du théâtre (les murs appartenant à la Ville de Paris) est accordée en 2000 à la holding Artémis de François Pinault, qui en confie la direction à Robert Hossein, puis à Pierre Lescure à partir de 2008. La fréquentation cumulée des deux salles en 2007 était de 170 000 spectateurs.
En 2010, le théâtre Marigny fait partie des cinquante théâtres privés parisiens qui se regroupent au sein de l’Association pour le soutien du théâtre privé (ASTP) et le Syndicat national des directeurs et tourneurs du théâtre privé (SNDTP). Sous l'enseigne “Théâtres parisiens associés”, ils souhaitaient renforcer leur action sur le modèle historique du théâtre privé.
Fermé depuis juillet 2013 en raison de problèmes structurels, le bâtiment est l'objet des travaux de réhabilitation (notamment d'un renforcement de la coupole), menés conjointement par les groupes Pinault et Vinci, à l'issue desquels la société Fimalac se substitue au groupe Vinci en tant d'exploitant. La direction artistique du lieu est confiée à Jean-Luc Choplin, ancien directeur du théâtre du Châtelet, qui axe sa programmation sur le théâtre musical. La réouverture a lieu en novembre 2018 avec l'adaptation scénique du film musical de Jacques Demy et Michel Legrand, Peau d'âne,. En 2022, la direction artistique est confiée à Richard Caillat.
En 2025, la direction artistique est confiée à Michel Lumbroso.

### Événements

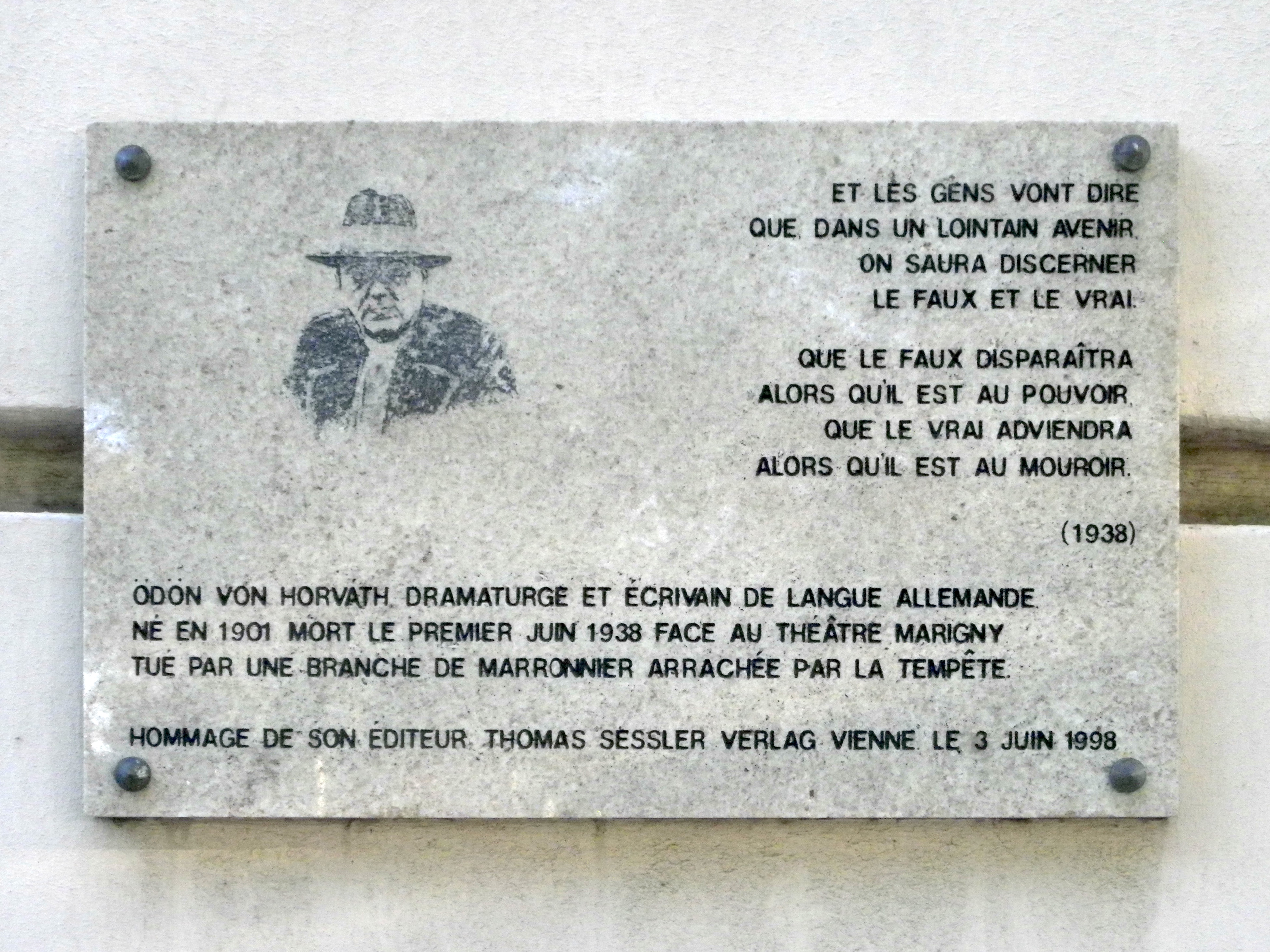
Plaque commémorative apposée en hommage à Ödön von Horváth par son éditeur Thomas Sessler Verlag sur la façade du théâtre Marigny.

Le 1er juin 1938, Ödön von Horváth, dramaturge et écrivain de langue allemande, décède devant le théâtre, tué par une branche d'un marronnier déraciné par la tempête. En 1998, une plaque commémorative est apposée en commémoration par son éditeur sur le côté gauche de la façade.
Le 4 octobre 1955, la Citroën DS y est présentée en avant-première aux 350 concessionnaires Citroën, qui sont très enthousiasmés, tant cette automobile rompt avec les canons esthétiques en vigueur dans le secteur.
Le théâtre Marigny accueille, de 1966 à 1988, l'émission de télévision Au théâtre ce soir, ainsi que plusieurs cérémonies des Molières.

## Spectacles représentés

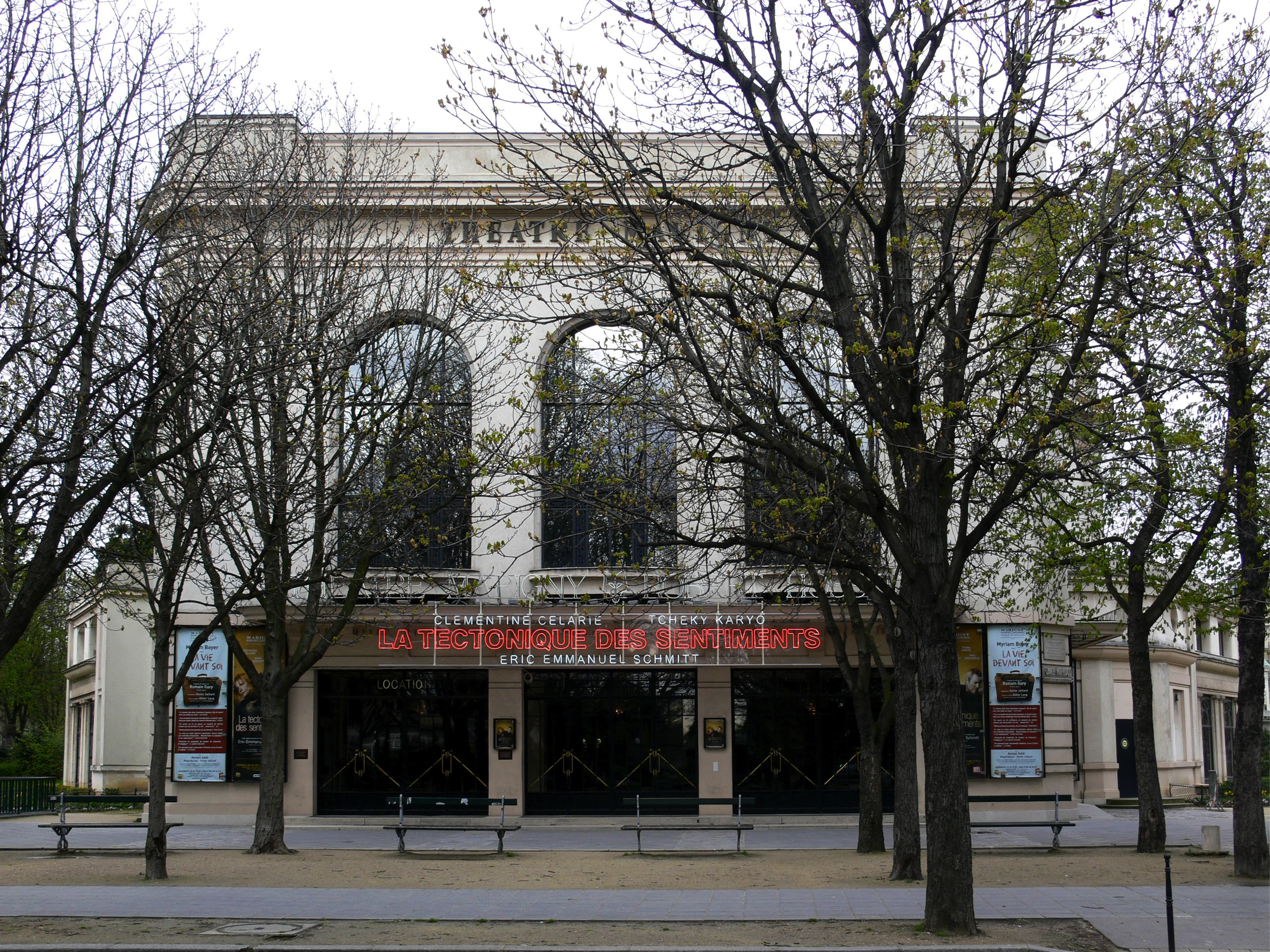
L'entrée du théâtre sur l'avenue de Marigny.

### Grande salle
- 1906 : Pan de Charles Van Lerberghe, mise en scène Lugné-Poe, maison de l'Œuvre
- 1907 : Petit Jean de Georges de Buysieulx et Roger Max, maison de l'Œuvre

#### Direction Abel Deval
- 1913 : Les Anges gardiens de Jean-José Frappa et Henry Dupuy-Mazuel
- 1919 : Aladin ou la Lampe merveilleuse, opérette-féérie en 3 actes de Rip, musique de Willy Redstone

- 1920 : Le Marché d'amour, opérette légère en 3 actes de Yoris d'Hanswyck, Pierre de Wattyne et Paul Ruez, musique de Léo Pouget
- 1922 : My Love… mon amour ! de Tristan Bernard
- 1923 : J'te veux, comédie opérette en 3 actes de Wilned, Marcel Grandjean et Battaille-Henri, musique de Gaston Gabaroche, Fred Pearly, Albert Valsien et René Mercier[12].
- 1924 : La Petite Bonne d'Abraham, opérette légère en 3 actes de Félix Gandéra et André Mouëzy-Éon, musique de Marcel Pollet

#### Direction Léon Volterra

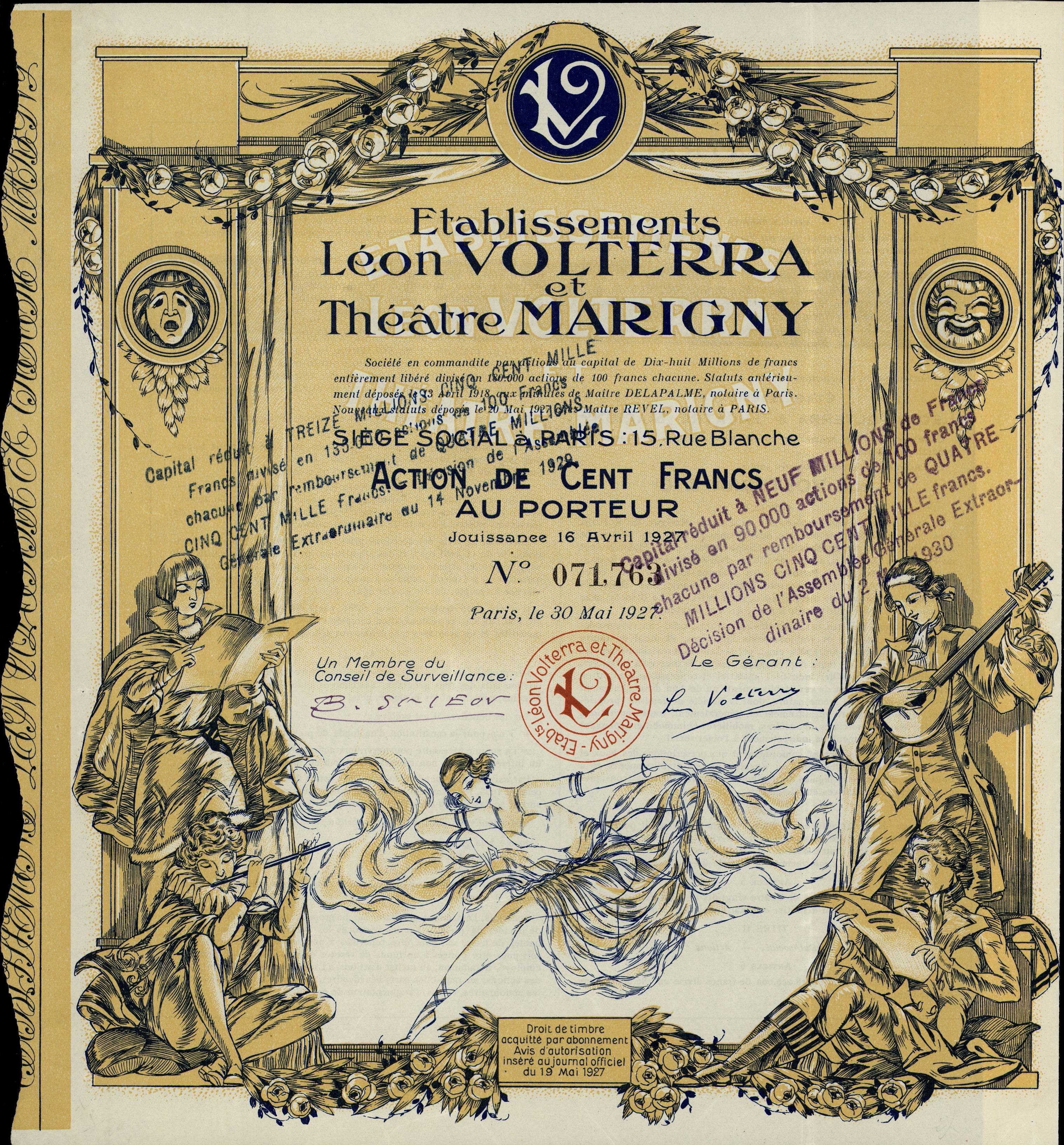
Action des Établissements Léon Volterra et Théâtre Marigny en date du 30 mai 1927.

- 1925-1926 : Monsieur Beaucaire, opérette romantique en 3 actes d'André Rivoire et Pierre Veber, musique d'André Messager
- 1926-1927 : Ciboulette, opérette en 3 actes de Robert de Flers et Francis de Croisset, musique de Reynaldo Hahn
- 1927-1928 : Venise, opérette en 3 actes de André Mouëzy-Éon et Albert Willemetz, musique de Tiarko Richepin
- 1927-1928 : Le Diable à Paris, opérette en 3 actes de Robert de Flers, Francis de Croisset et Albert Willemetz, musique de Marcel Lattès
- 1928 : Trois jeunes filles nues, opérette en 3 actes d'Yves Mirande et Albert Willemetz, musique de Raoul Moretti
- 1928-1929 : Coups de roulis, opérette en 3 actes d'Albert Willemetz, musique d'André Messager
- 1929 : La Reine joyeuse ou La Reine s'amuse, opérette en 3 actes d'André Barde, musique de Charles Cuvillier
- 1929-1930 : Boulard et ses filles, opérette en 3 actes de Louis Verneuil, Saint-Granier et Jean Le Seyeux, musique de Charles Cuvillier

- 1930 : Coups de roulis, opérette en 3 actes d'Albert Willemetz, musique d'André Messager
- 1930 : Madame de Pompadour, opérette d'Albert Willemetz, Max Eddy et Jean Marietti, musique de Léo Fall
- 1931 : Moineau, opérette en 3 actes d'Henri Duvernois, Pierre Wolff et Guillot de Saix, musique de Louis Beydts
- 1933 : Un homme du Nord de Charles Méré, mise en scène André Brulé
- 1934 : L'École des contribuables de Louis Verneuil et Georges Berr, avec André Luguet et Saturnin Fabre
- 1935 : Margot d'Édouard Bourdet, mise en scène Pierre Fresnay, avec Pierre Fresnay et Yvonne Printemps
- 1935 : Le Bonheur, mesdames !, comédie musicale en 2 actes de Francis de Croisset et Albert Willemetz, musique d'Henri Christiné
- 1937 : La Belle Saison, comédie musicale en 2 actes de Jean de Létraz, musique de Jean Delettre

- 1940 : Mes amours, opérette en 2 actes de Léopold Marchand et Albert Willemetz, musique d’Oscar Straus
- 1941 : Trois jeunes filles nues, opérette en 3 actes d'Yves Mirande et Albert Willemetz, musique de Raoul Moretti
- 1941-1942 : Passionnément !, comédie musicale en 3 actes de Maurice Hennequin et Albert Willemetz, musique d'André Messager
- 1941-1942 : Ciboulette, opérette en 3 actes de Robert de Flers et Francis de Croisset, musique de Reynaldo Hahn
- 1942 : La Folle Nuit ou le Dérivatif amoureux, conte galant en 3 actes mêlé de couplets de Félix Gand'ra et André Mouézy-Éon, musique de Marcel Pollet
- 1942-1943 : Coups de roulis, opérette en 3 actes d'Albert Willemetz, musique d'André Messager
- 1943-1944 : Dédé, opérette en 3 actes d'Albert Willemetz, musique d'Henri Christiné
- 1944 : Là-Haut, opérette bouffe en 3 actes d'Yves Mirande, Gustave Quinson et Albert Willemetz, musique de Maurice Yvain

#### Direction Simonne Volterra (compagnie Renaud-Barrault)
- 1946 : Hamlet de William Shakespeare, traduction André Gide, mise en scène Jean-Louis Barrault, musique de scène Arthur Honegger, avec Jean-Louis Barrault et Jacqueline Bouvier
- 1946 : Les Fausses Confidences de Marivaux, mise en scène Jean-Louis Barrault, musique de scène Joseph Kosma, avec Madeleine Renaud et Jean Desailly
- 1946 : Baptiste de Jacques Prévert, mise en scène Jean-Louis Barrault, musique de scène Joseph Kosma
- 1946 : Les Nuits de la colère d’Armand Salacrou, mise en scène Jean-Louis Barrault
- 1947 : Le Procès d'après Franz Kafka, adaptation Jean-Louis Barrault et André Gide, mise en scène Jean-Louis Barrault, musique de scène Joseph Kosma et Pierre Boulez
- 1947 : La Fontaine de jouvence de Boris Kochno, mise en scène Jean-Louis Barrault, musique de scène Georges Auric
- 1947 : Amphitryon de Molière, mise en scène Jean-Louis Barrault, musique de scène Francis Poulenc
- 1948 : Occupe-toi d'Amélie de Georges Feydeau, mise en scène Jean-Louis Barrault
- 1948 : Les Demoiselles de la nuit, livret Jean Anouilh, chorégraphie Roland Petit, avec Margot Fonteyn et Roland Petit
- 1948 : L'État de siège d'Albert Camus, mise en scène Jean-Louis Barrault, musique de scène Arthur Honegger
- 1948 : Partage de midi de Paul Claudel, mise en scène Jean-Louis Barrault, avec Edwige Feuillère, Jean-Louis Barrault, Jacques Dacqmine et Pierre Brasseur
- 1949 : La Seconde Surprise de l'amour de Marivaux, mise en scène Jean-Louis Barrault
- 1949 : Les Fourberies de Scapin de Molière, mise en scène Louis Jouvet, musique de scène Henri Sauguet
- 1949 : Élisabeth d'Angleterre de Ferdinand Bruckner, mise en scène Jean-Louis Barrault, musique de scène Elsa Barraine
- 1949 : Le Bossu de Paul Féval et Anicet Bourgeois, mise en scène Jean-Louis Barrault, musique de scène Georges Auric

- 1950 : Malborough s'en va t-en-guerre de Marcel Achard, mise en scène Jean-Louis Barrault, musique de scène Georges Auric (repris en 1951)
- 1950 : La Répétition ou l'Amour puni de Jean Anouilh, mise en scène Jean-Louis Barrault
- 1950 : Malatesta de Henry de Montherlant mise en scène Jean-Louis Barrault
- 1951 : Œdipe d’André Gide, mise en scène Jean Vilar, avec Jean Vilar
- 1951 : On purge bébé de Georges Feydeau, mise en scène Jean-Louis Barrault
- 1951 : Lazare d'André Obey, mise en scène Jean-Louis Barrault
- 1951 : L'Échange de Paul Claudel, mise en scène Jean-Louis Barrault
- 1951 : On ne badine pas avec l'amour d'Alfred de Musset, mise en scène Jean-Louis Barrault, musique de scène Arthur Honegger
- 1951 : Bacchus de Jean Cocteau, mise en scène Jean Cocteau et Jean-Louis Barrault, costumes et décors Jean Cocteau
- 1952 : Feu d'artifice, opérette de Jürg Amstein et Erik Charell, musique Paul Burkhard, mise en scène Erik Charell, avec Suzy Delair, Mary Marquet, Yves Furet et Jean Bretonnière
- 1952 : Mozart, comédie musicale de Sacha Guitry, musique Reynaldo Hahn, mise en scène Sacha Guitry, avec Graziella Sciutti
- 1953 : Sei personaggi in cerca d'autore de Luigi Pirandello, mise en scène Giorgio Strehler, Piccolo Teatro di Milano
- 1953 : Egmont de Johann Wolfgang von Goethe, mise en scène Raymond Hermantier, musique de scène Georges Delerue
- 1953 : Pour Lucrèce de Jean Giraudoux, mise en scène Jean-Louis Barrault
- 1954 : La Soirée des proverbes de Georges Schehadé, musique Maurice Ohana, mise en scène Jean-Louis Barrault
- 1954 : La Cerisaie d'Anton Tchekhov, mise en scène Jean-Louis Barrault
- 1954 : Le Misanthrope de Molière, mise en scène Jean-Louis Barrault
- 1955 : Bérénice de Jean Racine, mise en scène Jean-Louis Barrault, avec Marie Bell
- 1955 : Il faut qu'une porte soit ouverte ou fermée d'Alfred de Musset, mise en scène Pierre Bertin
- 1955 : Volpone de Ben Jonson, mise en scène Jean-Louis Barrault, musique de scène Georges Auric, avec Fernand Ledoux
- 1955 : Intermezzo de Jean Giraudoux, mise en scène Jean-Louis Barrault, musique de scène Francis Poulenc
- 1955 : L'Orestie d'après Eschyle, adaptation André Obey, mise en scène Jean-Louis Barrault, musique de scène Pierre Boulez
- 1955 : Le Chien du jardinier de Georges Neveux d'après Lope de Vega, mise en scène Jean-Louis Barrault
- 1955 : Les Suites d'une course de Jules Supervielle, mise en scène Jean-Louis Barrault, musique de scène Henri Sauguet
- 1955 : Occupe-toi d'Amélie de Georges Feydeau, mise en scène Jean-Louis Barrault
- 1956 : Le Personnage combattant ou Fortissimo de Jean Vauthier, mise en scène Jean-Louis Barrault

- 1956 : Nemo d'Alexandre Rivemale, mise en scène Jean-Pierre Grenier (compagnie Grenier-Hussenot), musique de scène Louis Bessières, avec René Arrieu
- 1956 : L'Hôtel du libre-échange de Georges Feydeau et Maurice Desvallières, mise en scène Jean-Pierre Grenier (compagnie Grenier-Hussenot)
- 1957 : La Visite de la vieille dame d'après Friedrich Dürrenmatt, adaptation Jean-Pierre Porret, mise en scène Jean-Pierre Grenier (compagnie Grenier-Hussenot), avec Sylvie
- 1957 : Romanoff et Juliette de Peter Ustinov, adaptation Marc-Gilbert Sauvajon, mise en scène Jean-Pierre Grenier (compagnie Grenier-Hussenot), avec Jean-Marc Bory et Anne Doat
- 1958 : Tessa la nymphe au cœur fidèle de Margaret Kennedy, adaptation Jean Giraudoux, mise en scène Jean-Pierre Grenier
- 1958 : L'Étonnant Pennypacker d'après Liam O'Brien, adaptation Roger-Ferdinand, mise en scène Jean-Pierre Grenier
- 1959 : Champignol malgré lui de Georges Feydeau et Maurice Desvallières, mise en scène Jean-Pierre Grenier, avec Jean Rochefort, Micheline Dax, Jean-Pierre Marielle et Roger Carel
- 1959 : Le Vélo devant la porte de Joseph Hayes, adaptation Marc-Gilbert Sauvajon, mise en scène Jean-Pierre Grenier
- 1959 : La Grève des amoureux de Roger Féral, mise en scène Robert Manuel

- 1960 : Le Long Voyage vers la nuit d'après Eugene O'Neill, adaptation Pol Quentin, mise en scène Marcelle Tassencourt, avec Gaby Morlay, Jean Davy et Pierre Vaneck
- 1960 : Un garçon d'honneur d’Antoine Blondin et Paul Guimard d'après Oscar Wilde, mise en scène Claude Barma, avec Jacques Duby et Anne Doat

#### Direction Elvire Popesco
- 1965 : Le Jour de la tortue de Pietro Garinei et Sandro Giovannini, musique de Renato Rascel, adaptation Albert Husson et Maurice Vidalin, mise en scène Pietro Garinei, avec Annie Girardot et Philippe Nicaud
- 1965 : La Mamma d’André Roussin d'après Vitaliano Brancati, mise en scène André Roussin, avec Elvire Popesco
- 1966 : La Grande-duchesse de Gérolstein, opéra-bouffe d'Henri Meilhac et Ludovic Halévy, musique de Jacques Offenbach, mise en scène Robert Manuel, avec Suzanne Lafaye
- 1966-1968 : La Locomotive d'André Roussin, mise en scène André Roussin, avec Elvire Popesco
- 1969 : La Paille humide d’Albert Husson, mise en scène Michel Roux
- 1969 : Un violon sur le toit, comédie musicale de Joseph Stein, Sheldon Harnick et Jerry Bock, avec Ivan Rebroff et Maria Murano - création française
- 1969 : Les Enfants d'Édouard de Marc-Gilbert Sauvajon d'après Frederick J. Jackson et Roland Bottomley, mise en scène Jean-Paul Cisife, réalisation Pierre Sabbagh (Au théâtre ce soir)
- 1970 : Douze hommes en colère de Reginald Rose, adaptation André Obey, mise en scène Michel Vitold

- 1970 : La Voyante d’André Roussin, mise en scène de l'auteur, avec Elvire Popesco
- 1971 : La main passe de Georges Feydeau, mise en scène Pierre Mondy
- 1972 : Folie douce de Jean-Jacques Bricaire et Maurice Lasaygues, mise en scène Michel Roux
- 1972 : Othello Story, comédie musicale de Jack Good et Maurice Vidalin d'après William Shakespeare, musique Ray Pohlman, Emil Dean Zoghby et Jean Claudric, mise en scène Braham Murray
- 1972 : Adorable Julia de Marc-Gilbert Sauvajon d'après William Somerset Maugham et Guy Bolton, mise en scène René Clermont, avec Madeleine Robinson
- 1973 : J'y suis, j'y reste de Raymond Vincy et Jean Valmy, mise en scène Robert Manuel
- 1973 : L'Hôtel du libre échange de Georges Feydeau et Maurice Desvallières, mise en scène Jean-Laurent Cochet
- 1974 : L'École des maris de Molière, mise en scène Jean Meyer, Comédie-Française[13]
- 1975 : Le Bourgeois gentilhomme de Molière, mise en scène Jean-Louis Barrault, Comédie-Française
- 1975 : La Célestine de Pierre Laville d'après Fernando de Rojas, mise en scène Marcel Maréchal, Comédie-Française
- 1975 : L'Idiot de Gabriel Arout d'après Fiodor Dostoïevski, mise en scène Michel Vitold, Comédie-Française
- 1975 : La Poudre aux yeux d'Eugène Labiche et Édouard Martin, mise en scène Jacques Charon
- 1975 : Le Plus Heureux des trois d’Eugène Labiche et Edmond Gondinet, mise en scène Jacques Charon
- 1975 : La Surprise de l'amour de Marivaux, mise en scène Simon Eine, Comédie-Française
- 1975 : L'Île de la raison ou les Petits Hommes de Marivaux, mise en scène Jean-Louis Thamin, Comédie-Française

- 1975 : Les Femmes savantes de Molière, mise en scène Jean Piat, Comédie-Française
- 1975 : Le Malade imaginaire de Molière, mise en scène Jean-Laurent Cochet, Comédie-Française
- 1975 : On ne saurait penser à tout d'Alfred de Musset, mise en scène Jean-Laurent Cochet, Comédie-Française
- 1976 : Maître Puntila et son valet Matti de Bertolt Brecht, traduction Michel Cadot, mise en scène Guy Rétoré, Comédie-Française
- 1976 : La Nuit des rois de William Shakespeare, mise en scène Terry Hands, Comédie-Française
- 1976 : Nini la chance, comédie musicale de Jacques Mareuil, musique Georges Liferman, mise en scène Raymond Vogel, avec Annie Cordy
- 1978 : Miam-Miam ou le Dîner d'affaires de Jacques Devalise en scène Jean Le Poulain, avec Jean Le Poulain
- 1978 : Dom Juan se retourne d'après Molière, adaptation Philippe Ferran
- 1978 : Le Cauchemar de Bella Manningham de Frédéric Dard d'après Patrick Hamilton, mise en scène Robert Hossein avec Simone Valère et Jean Desailly

#### Direction Jean Bodson
- 1979 : Le Chariot de terre cuite d'après Shûdraka, adaptation Claude Roy, mise en scène Jacques Rosny, avec Marie-José Nat et Jacques Weber

- 1979-1980 : Thierry Le Luron, one-man show
- 1980 : L'Azalée d'Yves Jamiaque, mise en scène Michel Roux
- 1980 : Kean, ou Désordre et Génie  d'Alexandre Dumas, adaptation Jean-Paul Sartre, mise en scène Mario Franceschi, avec Jean-Paul Zehnacker
- 1980 : La Tour de Nesle d’Alexandre Dumas et Frédéric Gaillardet, mise en scène Mario Franceschi, avec Jean-Paul Zehnacker et Arlette Thomas
- 1980 : La Bonne Soupe de Félicien Marceau, mise en scène Jean Meyer
- 1981 : Domino de Marcel Achard, mise en scène Jean Piat

#### Direction Christiane Porquerel et Jean-Jacques Bricaire
- 1982 : Amadeus de Peter Shaffer, avec François Périer et Roman Polanski
- 1983 : De de Gaulle à Mitterrand de et avec Thierry Le Luron
- 1986 : Napoléon de et avec Serge Lama
- 1988 : Kean de Jean-Paul Sartre, avec Jean-Paul Belmondo
- 1989 : Starmania de Michel Berger et Luc Plamondon

- 1990 : Cyrano de Bergerac d'Edmond Rostand, avec Jean-Paul Belmondo
- 1992 : Le Misanthrope de Molière, avec Robert Hirsch et Francis Huster
- 1996 : Panique au Plazza de Ray Cooney, avec Christian Clavier
- 1997 : Variations énigmatiques d'Éric-Emmanuel Schmitt, avec Alain Delon et Francis Huster
- 1998 : Douze hommes en colère de Reginald Rose, avec Michel Leeb
- 1998 : Frédérick ou le boulevard du crime de Éric-Emmanuel Schmitt, avec Jean-Paul Belmondo

#### Direction Robert Hossein
- 2000 : Arturo Brachetti, l’homme aux mille visages de et avec Arturo Brachetti
- 2000 : Laurent Gerra, one-man show
- 2000 : La Dame aux camélias d’après Alexandre Dumas et René de Ceccatty, avec Isabelle Adjani
- 2001 : Coupable ou non coupable d'Ayn Rand, mise en scène Robert Hossein
- 2002 : Crime et Châtiment d'après Dostoïevski, mise en scène Robert Hossein, avec Francis Huster
- 2003 : Hystéria, de Terry Johnson, mise en scène John Malkovich
- 2003 : Antigone de Jean Anouilh, avec Barbara Schulz, Robert Hossein
- 2003 : Hedda Gabler d'Henrik Ibsen, mise en scène Roman Polanski
- 2004 : Les Montagnes russes d'Éric Assous, avec Alain Delon
- 2004 : Dani Lary (18 mai-25 juillet)
- 2005 : Serge Lama, concert
- 2006 : Landru de Laurent Ruquier, avec Régis Laspalès
- 2006 : Le Piège de la dernière nuit pour Marie Stuart de Wolfgang Hildesheimer, avec Isabelle Adjani
- 2007 : Sur la route de Madison d'après le roman de Robert James Waller, avec Alain Delon et Mireille Darc
- 2007 : La Folle Parenthèse de et avec Liane Foly

#### Direction Pierre Lescure
- 2008 : La Tectonique des sentiments de Éric-Emmanuel Schmitt, avec Clémentine Célarié, Tchéky Karyo
- 2008 : Equus de Peter Shaffer, mise en scène Didier Long, avec Bruno Wolkowitch
- 2009 : Très chère Mathilde d'Israël Horovitz, avec Line Renaud
- 2009 : Talking Heads d’Alan Bennett, mise en scène Laurent Pelly

- 2010 : Le Donneur de bain de Dorine Hollier, avec Charles Berling et Barbara Schulz
- 2011 : Du mariage au divorce d'après Georges Feydeau, adaptation et mise en scène d'Alain Françon avec Anne Benoît, Philippe Duquesne et Éric Elmosnino
- 2013 : Gad Elmaleh sans tambour… (28 mai-1er juillet)

2013-2018 : Fermeture pour travaux

#### Direction Jean-Luc Choplin
- 2018-2019 (novembre-février) : Peau d'âne d'après le film musical homonyme de Jacques Demy et Michel Legrand
- 2019 (mars-juin) : Guys and Dolls, comédie musicale d'Abe Burrows, Jo Swerling et Frank Loesser
- 2019 (juin) : Mam'zelle Nitouche, opérette de Henri Meilhac et Albert Millaud et Hervé
- 2019-2020 (novembre-janvier) : Funny Girl, comédie musicale de Isobel Lennart, Bob Merrill et Jule Styne
- 2022 : Le Big Show, divertissement familial diffusé sur France 2[14]

### Salle Popesco

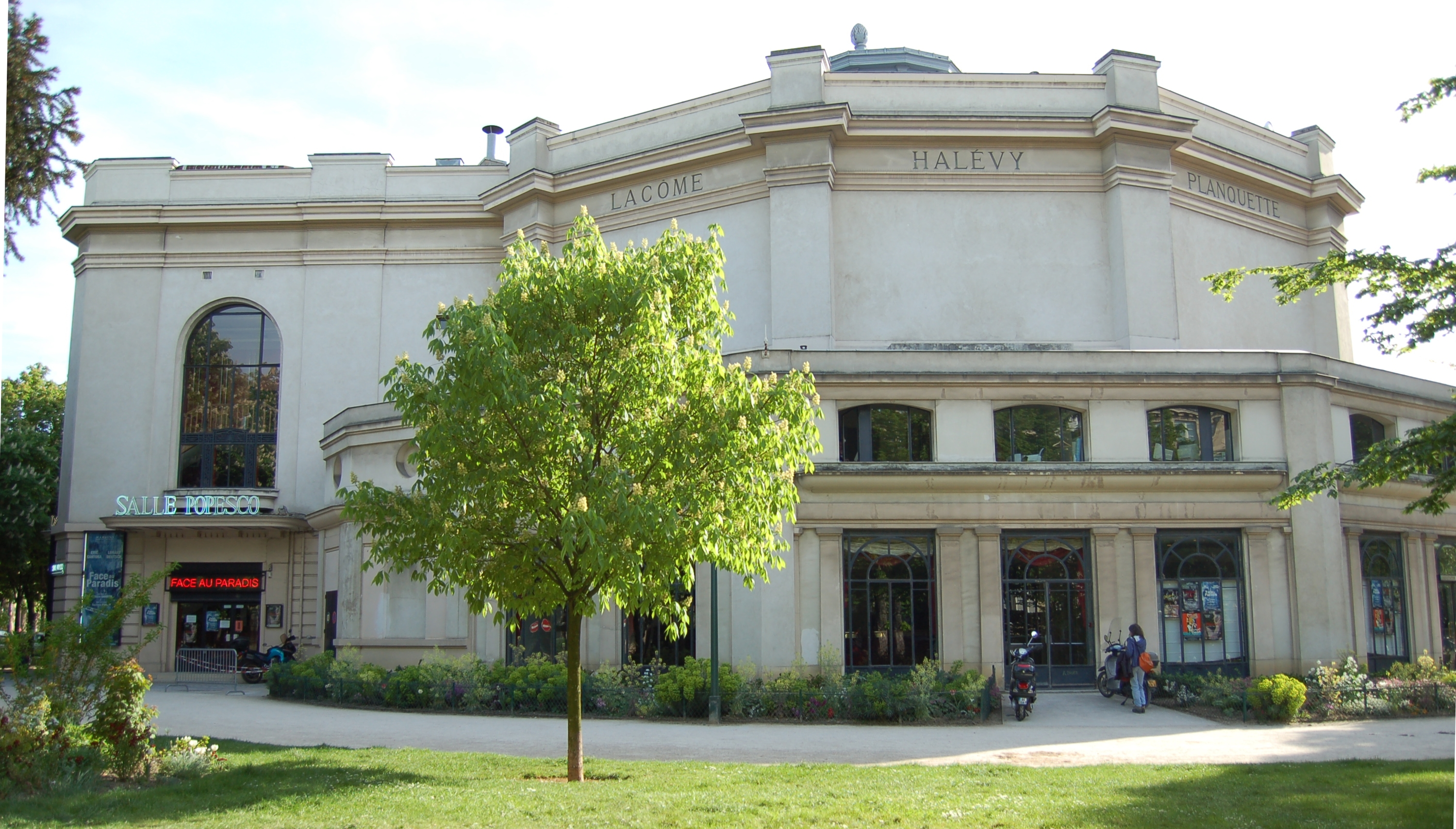
Entrée de la salle Popesco.

- 1954 : Bellavita de Luigi Pirandello, mise en scène Jean-Marie Serreau, avec Jean-Marie Serreau
- 1956 : L'Arbre de Jean Dutourd, mise en scène André Reybaz, musique de scène Ivan Semenoff

- 1980-1981 : Le Garçon d'appartement de Gérard Lauzier, mise en scène Daniel Auteuil et Anne Jousset, avec Daniel Auteuil et Élisa Servier
- 1983 : L'Éducation de Rita de Willy Russell, avec Anémone

- 1991 : Love Letters de A. R. Gurney, avec Anouk Aimée et Bruno Cremer
- 1993 : Suite royale de et avec Francis Huster et Cristiana Reali
- 1994 : La Chatte sur un toit brûlant de Tennessee Williams, avec Bernard Fresson
- 1998 : La Contrebasse de Patrick Süskind, avec Jacques Villeret
- 1998 : Le Visiteur d'Éric-Emmanuel Schmitt
- 1999 : Hôtel des deux mondes d'Éric-Emmanuel Schmitt

- 2000 : Huis clos de Jean-Paul Sartre
- 2001 : Une femme parfaite de et avec Roger Hanin, Cyrielle Clair
- 2002 : Elvire de Henri Bernstein, avec Caroline Silhol, Jean-Pierre Cassel
- 2002 : Liaison transatlantique de Fabrice Rozié, avec Marie-France Pisier
- 2003 : Signé Dumas, avec Francis Perrin
- 2004 : Monsieur Ibrahim et les fleurs du Coran d'Éric-Emmanuel Schmitt, avec Bruno Abraham-Kremer
- 2005 : Pieds nus dans le parc de Neil Simon, avec Sarah Biasini
- 2006 : Mademoiselle Julie d'August Strindberg, avec Émilie Dequenne et Bruno Wolkowitch
- 2007 : La Vérité toute nue, avec Claire Nebout et Patrick Raynal
- 2008 : La Vie devant soi d'après Romain Gary, avec Myriam Boyer
- 2009 : Nathalie, avec Maruschka Detmers et Virginie Efira

- 2011 : L'Amour, la Mort, les Fringues de Delia et Nora Ephron, mise en scène par Danièle Thompson
- 2013 : Dans la tête de Redouanne Harjane

## Au cinéma
Le film Guermantes (2021) de Christophe Honoré y est tourné.